# Cântico da Liberdade
Cântico da Liberdade (Chant de la Liberté) est l'hymne national du Cap-Vert. Il est officiel depuis 1996. 
La mélodie est d'Adalberto Higino Tavares Silva et les paroles d'Amílcar Spencer Lopes.

## Paroles
En portugais
Canta, irmão

canta meu irmão

que a Liberdade é hino

e o Homem a certeza.
Com dignidade, enterra a semente

no pó da ilha nua

No despenhadeiro da vida a esperança é

do tamanho do mar

que nos abraça

Sentinela de mares e ventos

perseverante

entre estrelas

e o Atlântico

entoa o cântico da Liberdade
Canta, irmão

canta meu irmão

que a Liberdade é hino

e o Homem a certeza.
En anglais
Sing, brother

Sing, my brother

For Freedom is a hymn

And Man a certainty
With dignity, bury the seed

In the dust of the naked island

In life's precipice

Hope is as big as the sea

Which embraces us

Unwavering sentinel of the seas and winds

Between stars and the Atlantic 

Sing the Chant of Freedom
Sing, brother

Sing, my brother

For Freedom is a hymn

And Man a certainty
En français
Chante, frère 

Chante, mon frère 

Pour la liberté est un hymne

Et l'homme une certitude

Avec dignité, enterrer la graine 

Dans la poussière de l'île nue 

Dans le précipice de la vie 

L'espoir est grand comme la mer.

Qui nous embrasse  

Sentinelle inébranlable des mers et des vents 

Entre les étoiles et l'Atlantique 

Chantez le Chant de la Liberté

Chante, frère

Chante, mon frère 

Pour la liberté est un hymne 

Et l'homme une certitude